# دل ويب
دل ويب (بالإنجليزية: Del Webb)‏ هو شخصية أعمال أمريكي، ولد في 17 مايو 1899 في فريسنو في الولايات المتحدة، وتوفي في 4 يوليو 1974 في روشستر في الولايات المتحدة.

## وصلات خارجية
- دل ويب على موقع جمعية أبحاث البيسبول الأمريكية (الإنجليزية)